# Peter Bondra
Peter Bondra (ur. 7 lutego 1968 w Bakowcach, Ukraińska SRR) – słowacki hokeista, reprezentant Słowacji, dwukrotny olimpijczyk. Działacz hokejowy.

## Życie i rodzina
Urodził się w Ukraińskiej SRR w ramach Związku Radzieckiego, dokąd jego rodzina wyjechała w 1947 roku w poszukiwaniu lepszej pracy. Kiedy miał trzy lata, jego rodzina wróciła do Czechosłowacji. W 1982 roku zmarł ojciec, przez co Peter i jego dwaj starsi bracia Vladimír i Juraj byli wychowywani tylko przez matkę Nadeždę.
Po wyjeździe do USA w 1990 roku nadal był obywatelem radzieckim, zaś paszport słowacki otrzymał w 1993 roku. Obecnie Peter wraz z żoną Lubą i ich dziećmi Petrą, Davidem i Nicholasem mieszkają w amerykańskiej miejscowości Riva.
Jego brat Juraj (ur. 1960) był, a synowie, Dávid (ur. 1992) i Nicholas (ur. 1996), także zostali hokeistami.

## Kariera zawodnicza
- HC Koszyce (1986–1990)
- Washington Capitals (1990–2004)
  -  HC Koszyce (1994)
  -  Detroit Vipers (1995)
- Ottawa Senators (2004)
- HK ŠKP Poprad (2004–2005)
- Atlanta Thrashers (2005–2006)
- Chicago Blackhawks (2006–2007)

Po czterech sezonach spędzonych w HC Koszyce, w drafcie NHL z 1990 został wybrany przez Washington Capitals i w tym roku wyjechał do USA i rozpoczął karierę w tym klubie w rozgrywkach NHL.
W 2004 roku przeszedł na pół sezonu do Ottawa Senators. Podczas lockoutu występował w słowackim klubie HK ŠKP Poprad. Po lokaucie przez sezon reprezentował barwy Atlanty Thrashers, po czym przeniósł się do Chicago Blackhawks. W tym klubie 22 grudnia 2006 roku strzelił swojego 500-nego gola w National Hockey League (jako 37. zawodnik w historii). 29 października 2007 roku zakończył karierę.
W barwach Słowacji uczestniczył w turniejach Pucharu Świata 1996, na zimowych igrzyskach olimpijskich 1998, 2006 oraz mistrzostw świata w 2002, 2003. Tym samym zagrał w czterech ważnych międzynarodowych imprezach. Łącznie w reprezentacji rozegrał 47 spotkań i strzelił 35 goli.

## Kariera działacza
W latach 2007–2011 był menedżerem generalnym reprezentacji Słowacji.

## Sukcesy
Reprezentacyjne
- Złoty medal mistrzostw świata: 2002
- Brązowy medal mistrzostw świata: 2003

Klubowe
- Złoty medal mistrzostw Czechosłowacji: 1988 z HC Koszyce
- Mistrz Dywizji: 2000, 2001 z Washington Capitals
- Mistrz Konferencji: 1998 z Washington Capitals
- Prince of Wales Trophy: 1998 z Washington Capitals

Indywidualne
- NHL (1992/1993):
  - NHL All-Star Game
- NHL (1994/1995):
  - Maurice Richard Trophy - pierwsze miejsce w klasyfikacji strzelców w sezonie zasadniczym: 34 gole
- NHL (1995/1996):
  - NHL All-Star Game
- NHL (1996/1997):
  - NHL All-Star Game
- NHL (1997/1998):
  - NHL All-Star Game
  - Maurice Richard Trophy - pierwsze miejsce w klasyfikacji strzelców w sezonie zasadniczym: 52 gole
  - Pierwsze miejsce w klasyfikacji strzelców zwycięskich goli w sezonie zasadniczym: 13 goli
- NHL (1998/1999):
  - NHL All-Star Game
- Mistrzostwa Świata w Hokeju na Lodzie 2002:
  - Dwa gole w meczu finałowym z Rosją, w tym zwycięski (4:3)
  - Pierwsze miejsce w klasyfikacji strzelców turnieju: 7 goli[5]
  - Trzecie miejsce w klasyfikacji kanadyjskiej turnieju: 9 punktów[6]
  - Pierwsze miejsce w klasyfikacji +/- turnieju: +12[7]
  - Skład gwiazd turnieju

Wyróżnienia
- Złoty Krążek: 1998, 2002, 2003
- Galeria Sławy IIHF: 2016[8][9]

## Odznaczenia
- Krzyż Prezydenta Republiki Słowackiej I Klasy – 2002[10]
- Medal Prezydenta Republiki Słowackiej – 2003[11]

## Statystyki
| 1986-87 | HC Koszyce          | Ekstraliga | 32   | 4   | 5   | 9    | 24  | –  | –  | –  | –  | –  |
| 1987-88 | HC Koszyce          | Ekstraliga | 45   | 27  | 11  | 38   | 20  | –  | –  | –  | –  | –  |
| 1988-89 | HC Koszyce          | Ekstraliga | 40   | 30  | 10  | 40   | 20  | –  | –  | –  | –  | –  |
| 1989-90 | HC Koszyce          | Ekstraliga | 49   | 36  | 19  | 55   | –   | –  | –  | –  | –  | –  |
| 1990-91 | Washington Capitals | NHL        | 54   | 12  | 16  | 28   | 47  | 4  | 0  | 1  | 1  | 2  |
| 1991-92 | Washington Capitals | NHL        | 71   | 28  | 28  | 56   | 42  | 7  | 6  | 2  | 8  | 4  |
| 1992-93 | Washington Capitals | NHL        | 83   | 37  | 48  | 85   | 70  | 6  | 0  | 6  | 6  | 0  |
| 1993-94 | Washington Capitals | NHL        | 69   | 24  | 19  | 43   | 40  | 9  | 2  | 4  | 6  | 4  |
| 1994-95 | HC Koszyce          | Ekstraliga | 2    | 1   | 0   | 1    | 0   | –  | –  | –  | –  | –  |
| 1994-95 | Washington Capitals | NHL        | 47   | 34  | 9   | 43   | 24  | 7  | 5  | 3  | 8  | 10 |
| 1995-96 | Detroit Vipers      | IHL        | 7    | 8   | 1   | 9    | 0   | –  | –  | –  | –  | –  |
| 1995-96 | Washington Capitals | NHL        | 67   | 52  | 28  | 80   | 40  | 6  | 3  | 2  | 5  | 8  |
| 1996-97 | Washington Capitals | NHL        | 77   | 46  | 31  | 77   | 72  | –  | –  | –  | –  | –  |
| 1997-98 | Washington Capitals | NHL        | 76   | 52  | 26  | 78   | 44  | 17 | 7  | 5  | 12 | 12 |
| 1998-99 | Washington Capitals | NHL        | 66   | 31  | 24  | 55   | 56  | –  | –  | –  | –  | –  |
| 1999-00 | Washington Capitals | NHL        | 62   | 21  | 17  | 38   | 30  | 5  | 1  | 1  | 2  | 4  |
| 2000-01 | Washington Capitals | NHL        | 82   | 45  | 36  | 81   | 60  | 6  | 2  | 0  | 2  | 2  |
| 2001-02 | Washington Capitals | NHL        | 77   | 39  | 31  | 70   | 80  | –  | –  | –  | –  | –  |
| 2002-03 | Washington Capitals | NHL        | 76   | 30  | 26  | 56   | 52  | 6  | 4  | 2  | 6  | 8  |
| 2003-04 | Washington Capitals | NHL        | 54   | 21  | 14  | 35   | 22  | –  | –  | –  | –  | –  |
| 2003-04 | Ottawa Senators     | NHL        | 23   | 5   | 9   | 14   | 16  | 7  | 0  | 0  | 0  | 6  |
| 2004-05 | HK ŠKP Poprad       | Ekstraliga | 6    | 4   | 2   | 6    | 4   | –  | –  | –  | –  | –  |
| 2005-06 | Atlanta Thrashers   | NHL        | 60   | 21  | 18  | 39   | 40  | –  | –  | –  | –  | –  |
| 2006-07 | Chicago Blackhawks  | NHL        | 37   | 5   | 9   | 14   | 26  | –  | –  | –  | –  | –  |
| Łącznie | Łącznie             | Łącznie    | 1262 | 613 | 437 | 1050 | 829 | 80 | 30 | 26 | 56 | 60 |

- W NHL rozegrał 1081 meczów, strzelił 503 gole, zaliczył 389 asyst i przesiedział 761 minut na ławce kar.
- W lidze czechosłowackiej rozegrał 166 meczów, strzelił 97 goli, zaliczył 45 asyst i przesiadział 64 minuty na ławce kar.
- W lidze słowackiej rozegrał 8 meczów, strzelił 5 goli, zaliczył 2 asysty i przesiedział 4 minuty na ławce kar.
- W IHL rozegrał 7 meczów, strzelił 8 goli i zaliczył 1 asyste.